# 1939年の宝塚歌劇公演一覧
本項目では、1939年の宝塚歌劇公演一覧（1939ねんのたからづかかげきこうえんいちらん）について示す。

## 一覧
（）内は、作者または演出者名。

### 宝塚公演

#### 雪組
- 1月1日 - 1月25日　宝塚大劇場
  - 『花と兵隊』（古富一郎）　
  - 『聯隊の娘』（白井鉄造）
  - 『日本風俗絵巻』（宝塚文芸部　作、宇津秀男　演出）

#### 花組
- 1月26日 - 2月25日　宝塚大劇場	
  - 『春は再び来たりぬ』（加藤忠松）　　
  - 『日本歴史絵巻』（宝塚文芸部　構成、白井鉄造　演出）

#### 月組
- 2月26日 - 3月25日　宝塚大劇場	
  - 『少国民に栄光あれ』（堀正旗）　　
  - 『モロッコの豹』（中西武夫）　　
  - 『宝塚花物語』（宝塚文芸部　構成、岡田・小野・堀・ほか合同）

#### 雪組
- 3月26日 - 4月25日　宝塚大劇場	
  - 『春のをどり』（宝塚文芸部　構成）　　
  - 『桃花春』（白井鉄造）

#### 花組
- 4月26日 - 5月25日　宝塚大劇場	
  - 『太平洋行進曲』（海野啓一　作、岡田恵吉　改修・振付）
  - 『スペインの黒薔薇』（堀正旗）

#### 月組
- 5月26日 - 6月25日　宝塚大劇場	
  - 『北京の蘭』（河田清史）
  - 『祭礼の夜』（岡田恵吉）　　
  - 『ブルウ・トランク』（中西武夫　構成、岡田恵吉　演出）

#### 雪組
- 6月26日 - 7月25日　宝塚大劇場	
  - 『愛国大学生』（堀正旗）　　
  - 『日本美女伝』（白井鉄造　構成・演出、小野・大森　脚本）

#### 花組
- 7月26日 - 8月25日　宝塚大劇場	
  - 『科学者ベル』（中西武夫）
  - 『レッド・ホット・アンド・ブルウ』（岡田恵吉）

#### 月組
- 8月26日 - 9月24日　宝塚大劇場	
  - 『翼のニッポン』（坪井正直）　　
  - 『朝の歌』（岡田恵吉）　　
  - 『我等の旅行記』（宇津秀男）

#### 雪組
- 9月26日 - 10月24日　宝塚大劇場	
  - 『みち草』（東郷静男）　　
  - 『日本名曲集』（白井鉄造　構成・演出、小野晴通　脚本）

#### 花組
- 10月26日 - 11月24日　宝塚大劇場	
  - 『八幡船物語』（堀正旗）　
  - 『春怨』（岡田恵吉　振付）
  - 『色彩幻想曲』（東信一）

- 11月26日 - 12月28日　宝塚中劇場
  - 『歌のある絵本』（高木史朗）
  - 『明治元年』（塩谷孝太郎）　　
  - 『子供の四季』（坪田謙治　原作、中西武夫　脚本・演出）

### 東京公演

#### 月組
- 1月1日 - 1月29日　東京宝塚劇場
  - 『伯林　羅馬』（吉富一郎）
  - 『夜討』（楳茂都陸平）
  - 『マーチ・オン・タイム』（岡田恵吉）

#### 雪組
- 2月1日 - 2月28日　東京宝塚劇場
  - 『独逸少年献金隊』（堀正旗）
  - 『聯隊の娘』（白井鉄造）
  - 『日本風俗絵巻』（宝塚文芸部　構成、宇津秀男　演出）

#### 花組
- 3月3日 - 3月29日　東京宝塚劇場
  - 『春は再び来りぬ』（加藤忠松）
  - 『日本歴史絵巻』（宝塚文芸部　構成、白井鉄造　演出）

#### 月組
- 4月1日 - 4月30日　東京宝塚劇場
  - 『モロッコの豹』（中西武夫）
  - 『船弁慶』（水田茂）
  - 『春のをどり』（岡田恵吉）

#### 雪組
- 5月3日 - 5月31日　東京宝塚劇場
  - 『思ひ出のアルバム』（白井鉄造）
  - 『桃花春』（白井鉄造）

#### 花組
- 6月3日 - 6月26日　東京宝塚劇場
  - 『太平洋行進曲』（海野啓一　作、岡田恵吉　改作）
  - 『日本の女性』（楳茂都陸平）
  - 『スペインの黒薔薇』（堀正旗）

#### 月組
- 7月1日 - 7月30日　東京宝塚劇場
  - 『北京の蘭』（河田清史）
  - 『祭礼の夜』（岡田恵吉）
  - 『プルウ・トランク』（中西武夫　構成、岡田恵吉　演出）

#### 雪組
- 8月2日 - 8月29日　東京宝塚劇場
  - 『愛国大学生』（堀正旗）
  - 『日本美女伝』（白井鉄造　構成・演出、小野晴通・大森正男　脚本）

#### 花組
- 9月2日 - 9月28日　東京宝塚劇場
  - 『科学者ベル』（中西武夫）
  - 『光と影』（岡田恵吉）

#### 月組
- 10月1日 - 10月30日　東京宝塚劇場
  - 『翼の日本』（坪井正直）
  - 『朝の歌』（岡田恵吉）
  - 『我等の旅行記』（宇津秀男）

#### 雪組
- 11月2日 - 11月29日　東京宝塚劇場
  - 『みち草』（東郷静男）
  - 『日本名曲集』（白井鉄造　構成、小野晴通　脚本）

### 宝塚・東京以外の日本公演
- 花組　1月4日 - 1月10日　京都宝塚劇場
  - 『二人の戦友』（堀正旗）
  - 『娘道成寺』（錢谷信昭）
  - 『三つのワルツ』（白井鉄造）

- 月組　5月1日 - 5月9日　名古屋宝塚劇場
  - 『モロッコの豹』（中西武夫）
  - 『船弁慶』（水田茂）
  - 『宝塚花物語』（宝塚文芸部）

- 雪組　6月2日 - 6月4日　岐阜
  - 『釣り友』
  - 『聯隊の娘』（白井鉄造）
  - 『想ひ出のアルバム』

- 月組　11月2日 - 11月8日　名古屋宝塚劇場
  - 『翼の日本』（坪井正直）
  - 『朝の歌』（岡田恵吉）
  - 『我等の旅行記』（宇津秀男）

- 選抜　11月2日 - 11月23日　金沢、富山、新潟、松本、甲府、横浜、静岡、岐阜）
  - 『興亜行進曲』（宝塚文芸部）
  - 『奴道成寺』（水田茂）
  - 『ジャンヌの扇』（白井鉄造）
  - 『日本美女伝』（白井鉄造）

- 合同　12月5日 - 12月25日　大阪・北野劇場
  - 『荒城の月』（東郷静男）
  - 『宝塚行進曲』（宇津秀男）
  - 『船弁慶』（水田茂）
  - 『歌舞伎絵巻』（白井鉄造）

## 海外公演

### アメリカ公演
- 1939年4月5日（水）[1]出発、7月4日（火）帰国。「訪米芸術使節団」として、ホノルル、サンフランシスコ、ニューヨーク、ロサンゼルス、シアトルなど全米9都市で公演。

公演日、公演地と公演会場
- 4月14日　ホノルル
- 4月26日　サンフランシスコ
- 4月27日 　サンフランシスコ：オペラハウス
- 4月28日 - 30日　サンフランシスコ：万国博会場
- 5月2日　 サクラメント
- 5月4日   ストックトン
- 5月6日   フレズノ
- 5月6日   ロサンゼルス
- 5月9日 - 10日　ロサンゼルス：フィルハーモニック・オーディトリアム
- 5月14日　サンフランシスコ
- 5月19日　ニューヨーク
- 5月21日 - 28日・6月2日　ニューヨーク：ニューヨーク万国博覧会会場（フラッシング・メドウズ）
- 6月1日　　ニューヨーク：ウォルドルフ＝アストリア
- 6月8日　 ポートランド
- 6月10日 - 11日　ポートランド：シビック・オーディトリアム
- 6月13日　シアトル
- 6月17日 - 18日　シアトル：ミュージックホール・シアター

主な演目
『宝塚をどり』（宝塚音頭、三番叟、大川端、でつくり人形、大漁おどり、曾我、日光陽門、軍兵のおどり、ミス・トーキョー、豊年おどり、春の宵、ミス・オーサカ、シヤンソン・ニツポン、雪片、三味線、京都、追羽根、フイナーレ）『彦根屏風』『棒しばり』『獨唱』『娘道成寺』
参加スタッフ
團長：吉岡重三郎
總監督：渋沢秀雄
庶務：三島通隆
背景：遠山静雄
生徒監：好本豊
舞臺監督：宇津秀男
　 〃　 　 ：加藤忠松
音樂：酒井協
　〃 ：津久井祐喜
小道具：馬來正太郎
　 〃　 ：川合平
大道具：岡本常吉
　 〃　 ：芦田長次郎
衣裳：小松榮
　〃 ：木下眞
　〃 ：吉川勝
鬘師：濱田菊夫
　〃 ：中川吉廣
効果：菅原猛
選抜生徒（40名）
- 組長:小夜福子
- 副組長:三浦時子

- 霜野長谷子
- 花里いさ子
- 草笛美子
- 佐保美代子
- 逢阪せき子
- 明野まち子
- 春日野八千代
- 難波章子
- 宮島あき子
- 梅野愛子
- 社敬子
- 桃園ゆみか
- 式部若子
- 玉葉輝子
- 江川鈴代
- 宮居昌子
- 靑桐しげみ
- 櫻町公子
- 曻道子

- 加賀松乃
- 有川恒子
- 山葉まさえ
- 響千鈴
- 夢たづる
- 雁音路子
- 月宮みつる
- 園生千草
- 玉松いさを
- 鶴萬龜子
- 霧野都
- 天城月江
- 花木ほまれ
- 三芳野衣子
- 川瀨ふじの
- 朝雲照代
- 谷間小百合
- 舞鶴あさひ
- 宮川五十鈴

### 中国北部慰問公演
- 1939年8月21日出発、9月24日帰国[3]。「北支皇軍慰問團」として、青島、開封、北京や天津など中国国内13都市で公演[3]。

皇軍慰問團日程
- 8月24日 - 26日　青島
- 8月27日　済南
- 8月28日   徐州
- 8月29日　開封
- 8月30日 - 9月1日　 新郷
- 9月2日 - 3日    石家荘
- 9月4日   太原
- 9月5日   原平鎮
- 9月6日　 寧武
- 9月7日 - 9日　大同
- 9月10日　張家口
- 9月11日 - 13日　北京
- 9月14日 - 16日　天津
- 9月17日 - 19日　大連

主な演目
『三番叟』『お小夜』『祇園小唄』『大漁をどり』『島の娘』『安來ぶし』『ないないづくし』『豐月踊』『花づくし』『九段の母』『釣り女』『三つ面』『山寺の和尙さん』『田植歌』『山中ぶし』『獅子舞』『子守』『お染』『福知山音頭』『草津ぶし』『棒しばり』ほか
参加スタッフ
團長：引田一郎
庶務主任：萩原廣吉
樂長：中田劍次郎
樂員：筒井春男
〃 ：藏原邦夫
〃 ：前田潔
樂員：古瀨武
大道具方主任：坂本保三
道具方：西脇敏雄
　〃　：田中新造
衣裳係：膳師善三郎
　〃　：川崎米太郎
- 選抜生徒[3]（13名）
  - 組長:天津乙女
  - 雲野かよ子
  - 相良昌代
  - 糸井しだれ
  - 水乃也清美
  - 藤野千繪子
  - 山鳩くるみ
  - 笹舟陽子
  - 白峰比良子
  - 小雪京子
  - 東町友恵
  - 桜山耀子
  - 虹麗子